# Жил-был мошенник (фильм)
«Жил-был мошенник» (англ. There Was a Crooked Man) — британская кинокомедия, снятая в 1960 году режиссёром Стюартом Берджем, на студии Knightsbridge Films и 
United Artists по мотивам пьесы Джеймса Брайди «Странная легенда о Шульце».

## Сюжет
Банда мошенников обманывает законопослушного специалиста по взрывчатым веществам и тот начинает работать на эту преступную группировку. За помощь мошенникам его хватает полиция и помещает в тюрьму. После освобождения из заключения, он замечает, что ведущие граждане города обманывают своих соседей.

## В ролях
- Норман Уиздом — Дэви Купер (дублировал К. Тыртов)
- Альфред Маркс — Адольф Картер
- Эндрю Круикшенк — МакКиллап
- Реджинальд Беквит — начальник станции
- Сюзанна Йорк — Эллен
- Джин Кларк — Фреда (дублировала З. Толбузина)
- Тимоти Бейтсон — Флэш Дэн
- Пол Уитсан-Джонс — джентльмен в ресторане
- Фред Гриффитс — таксист
- Энн Хефферман — медсестра в больнице
- Розалинда Найт — медсестра в больнице
- Рид Де Руан — голландец
- Брайан Оултон — Эштон
- Глин Хьюстон — курящий машинист
- Перси Герберт — тюремный надзиратель
- Эдна Петри — женщина в актовом зале
- Джек Мэй — сержант полиции
- Рональд Фрейзер — генерал Камминс
- Эд Деверо — американский полковник
- Сэм Кидд — Форман
- Редмонд Филлипс — падре
- Джордж Мерселл — администратор.